# Park Sang-myun
Park Sang-myun (en hangul, 박상면; hanja: 朴相勉; RR: Bak Sang-myeon) es un actor surcoreano.

## Biografía
Es hijo de Park Hee-tae.
Estudió teatro en el Instituto de las Artes de Seúl.
En 2015 se casó con su novia Kim Soo-kyung (김수경), la pareja tiene una hija llamada Park Yoon-jin (박윤진).

## Carrera
Es miembro de la agencia Bmpkhan Entertainment (비엠피칸엔터테인먼트). Previamente formó parte de la agencia Imagine Asia (이매진아시아).
El 14 de febrero de 2000 se unió al elenco principal de la serie Three Friends, donde dio vida a Park Sang-myun, el jefe de ventas de ropa, hasta el final de la serie el 9 de abril de 2001.
En abril de 2001 se unió al elenco recurrente de la serie Her House, donde interpretó a Kim Dae-woong, el tío de Kim Young-wook (Kim Nam-joo).
En noviembre de 2002 se unió al elenco recurrente de la serie Shoot for the Stars, donde dio vida a Han Ba-da, el hermano de Han So-ra (Jeon Do-yeon).
En el 2003 se unió al elenco recurrente de la serie All In donde interpretó a Im Dae-chi, un jefe de pandilla.
En marzo de 2005 se unió al elenco recurrente de la serie Green Rose, donde dio vida a Lee Choon-bok, un hombre que se convierte en un buen amigo y tutor para Lee Jung-hyun (Go Soo) a quien cuida como si fuera su propio hijo.
En junio de 2010 se unió al elennco recurrente de la serie King of Baking, Kim Takgu (también conocida como "Bread, Love and Dreams"), donde interpretó a Yang In-mok, el padre de Yang Mi-sun (Lee Young-ah).
En noviembre del mismo año se unió al elenco recurrente de la serie Mary Stayed Out All Night (también conocida como "Marry Me, Mary!"), donde dio vida a Wi Dae-han, el padre de Wi Mae-ri (Moon Geun-young). 
En 2012 se unió al elenco recurrente de la serie History of a Salaryman, donde interpretó a Jin Ho-hae. Su análogo histórico es el emperador Hu Hai.
En agosto del mismo año se unió al elenco de la serie Lovers of Haeundae, donde dio vida a Boo Young-do, un exgánster y pescador, así como uno de los últimos seguidores leales de Go Joong-shik (Im Ha-ryong).
En 2014 apareció como personaje principal en el tercer episodio de la serie Wife Scandal - The Wind Rises titulado "One Fine Spring Day", donde interpretó al esposo de (Park Hae-mi), un hombre que está peleando la candidatura a canciller mientras que su esposa lo engaña.	
En diciembre del mismo año se unió al elenco recurrente de la popular serie Healer, donde dio vida a Chae Chi-soo, el amoroso padre adoptivo de Chae Young-shin (Park Min-young), un abogado especializado en la defensa de clientes acusados de robo que también dirige un café donde ha empleado a muchos de sus antiguos clientes, hasta el final de la serie el 10 de febrero de 2015.
En octubre de 2016 se unió al elenco recurrente de la serie Sweet Stranger and Me, donde interpretó a Bae Byeong-woo, es el presidente de "Dada Finance", un hombre que utiliza medios ilegales para otorgar préstamos y extorsionar a sus deudores, así como la violencia y el chantaje para cumplir sus objetivos. 
En agosto de 2019 se unió al elenco recurrente de la serie Graceful Family, donde dio vida a Heo Jang-soo, el padre adoptivo de Heo Yoon-do (Lee Jang-woo).

## Filmografía

### Series de televisión
| Año         | Título                                           | Personaje                          | Notas                                                 |
| ----------- | ------------------------------------------------ | ---------------------------------- | ----------------------------------------------------- |
| 2025        | Submundo                                         | Capitán Kim                        | Aparición especial                                    |
| 2021        | Dali and Cocky Prince                            | Ahn Sang-tae                       | (aparición especial)                                  |
| 2021        | Penthouse: War In Life 3                         | Bang Chi-soon                      | ep. #1 - (aparición especial)                         |
| 2020        | Zombie Detective                                 | Lee Gwang-shik                     |                                                       |
| 2020        | La novata de la calle                            | Decano de la Escuela               | 2 episodios - (aparición especial)                    |
| 2020        | My Unfamiliar Family                             | Man-ho                             |                                                       |
| 2020        | Go With                                          | -                                  | 2 episodios                                           |
| 2019        | Graceful Family                                  | Heo Jang-soo                       |                                                       |
| 2019        | Angel's Last Mission: Love                       | Patrocinador de Fantasía           | 5 episodios - (aparición especial)                    |
| 2018        | Marry Me Now                                     | CEO Yang                           |                                                       |
| 2017        | Introverted Boss                                 | Maestro Jin                        | ep. #4 - (aparición especial)                         |
| 2016        | Sweet Stranger and Me                            | Bae Byeong-woo                     |                                                       |
| 2016        | My Lawyer, Mr. Jo                                | Lee Joon-kang                      |                                                       |
| 2015        | The Merchant: Gaekju 2015                        | Song Man-chi                       | [ 8 ]                                                 |
| 2014 - 2015 | Healer                                           | Chae Chi-soo                       |                                                       |
| 2014        | Triangle                                         | Gángster Sabuk                     | (aparición especial)                                  |
| 2014        | Into the Flames                                  | Park Jong-yeol                     |                                                       |
| 2014        | Wife Scandal-The Wind Rises: One Fine Spring Day | Esposo                             | ep. #3                                                |
| 2013        | Drama Special - "Glass Bandage"                  | Seo Kyeong-do                      | 1 episodio - (también conocida como "Family Bandage") |
| 2012        | Ohlala Couple                                    | Entrenador                         | (aparición especial)                                  |
| 2012        | Drama Special - "Friendly Criminal"              | Esposo de Yeong-hwa                |                                                       |
| 2012        | Lovers of Haeundae                               | Boo Young-do                       |                                                       |
| 2012        | Suspicious Family                                | Cheon Uk-man                       | 20 episodios                                          |
| 2012        | 12 Signs of Love                                 | Dong-gun                           |                                                       |
| 2012        | Feast of the Gods                                | Im Do-shik                         |                                                       |
| 2012        | History of a Salaryman                           | Jin Ho-hae                         |                                                       |
| 2011        | The Color of a Woman                             | Park Woo-chul                      |                                                       |
| 2010        | Mary Stayed Out All Night                        | Wi Dae-han                         |                                                       |
| 2010        | King of Baking, Kim Takgu                        | Yang In-mok                        |                                                       |
| 2010        | Give Me Your Memory - Pygmalion's Love           | Minerva                            | 1 episodio                                            |
| 2009        | Father's House                                   | Dueño de la Tienda de Instrumentos | (invitado)                                            |
| 2009        | Three Men                                        | Park Sang-myun                     | 16 episodios                                          |
| 2008        | Love Marriage                                    | Presidente de la Compañía Ryu      |                                                       |
| 2008        | My Lady Boss, My Hero                            | Kim Sang-joong                     |                                                       |
| 2008        | Our Happy Ending                                 | Kang Joong-ki                      | 2 episodios                                           |
| 2007        | Urban Legends Deja Vu - Season 2                 | Cuentista                          |                                                       |
| 2007        | Mun Hee                                          | Kim Young-chul                     |                                                       |
| 2006        | Look Back with a Smile                           | Lee Sang-myun                      | 90 episodios                                          |
| 2006        | Seoul 1945                                       | Park Chang-joo                     | 71 episodios                                          |
| 2006        | The King of Head-butts                           | Kim Cheol-seok                     |                                                       |
| 2005        | Green Rose                                       | Lee Choon-bok                      |                                                       |
| 2004        | Into the Storm                                   | Ahn Dong-soo                       |                                                       |
| 2004        | More Beautiful Than a Flower                     | Park Young-min                     | 30 episodios                                          |
| 2003 - 2004 | Detectives                                       | -                                  | 15 episodios                                          |
| 2003        | All In                                           | Im Dae-chi                         |                                                       |
| 2002 - 2003 | Shoot for the Stars                              | Han Ba-da                          |                                                       |
| 2001 - 2002 | Lovers                                           | Park Sang-myun                     |                                                       |
| 2001        | Her House                                        | Kim Dae-woong                      |                                                       |
| 2000 - 2001 | Three Friends                                    | Park Sang-myun                     | 58 episodios                                          |
| 2000        | Bad Friends                                      | Hong Joo-gon                       | 16 episodios                                          |
| 1999        | The Boss                                         | Hippo                              |                                                       |

### Películas
| Año  | Título                                | Personaje                | Notas                                                                          |
| ---- | ------------------------------------- | ------------------------ | ------------------------------------------------------------------------------ |
| 2015 | Old Bicycle                           | -                        |                                                                                |
| 2014 | Mr. Perfect                           | Padre de Lee Byung-joo   |                                                                                |
| 2013 | Miracle in Cell No. 7                 | Ppabaki ("Bar-eyed")     | junto a Ryu Seung-ryong, Park Shin-hye y Oh Dal-su - (cameo)                   |
| 2010 | Attack the Gas Station 2              | Mang-chi                 | junto a Ji Hyun-woo, Jo Han-sun, Moon Won-ju, Jung Jae-hoon y Park Yeong-gyu   |
| 2007 | The Mafia, the Salesman               | Dae Ga-ri ("Ox head")    |                                                                                |
| 2007 | Mission Possible: Kidnapping Granny K | Ahn Jae-do               |                                                                                |
| 2007 | A Good Day to Have an Affair          | Esposo de Lee-seul (Dew) | (cameo)                                                                        |
| 2005 | Never to Lose                         | Capitán de la Policía    | (cameo)                                                                        |
| 2005 | She's on Duty                         | Maestro de Aula          | (cameo)                                                                        |
| 2003 | Silver Knife                          | Vecino                   | (cameo)                                                                        |
| 2002 | Baby Alone                            | Man-su                   |                                                                                |
| 2002 | Can't Live Without Robbery            | Kang Sang-tae            |                                                                                |
| 2002 | A Perfect Match                       | Cliente de Kim Hyo-jin   | (cameo)                                                                        |
| 2002 | Romantic Comedy                       | -                        |                                                                                |
| 2001 | Hi! Dharma!                           | Bul-kom ("Brown Bear")   |                                                                                |
| 2001 | My Wife Is a Gangster                 | Kang Su-il               | junto a Shin Eun-kyung, Ahn Jae-mo, Kim In-gwon, Choi Eun-joo y Lee Eung-kyung |
| 2001 | The Humanist                          | Amoeba                   | [ 10 ]                                                                         |
| 2000 | Libera Me                             | Park Han-mu              |                                                                                |
| 2000 | Just Do It!                           | Shim Chung-eon           | junto a Park Jin-hee                                                           |
| 2000 | The Foul King                         | Tae Baek-san             | junto a Song Kang-ho, Jang Jin-young, Kim Su-ro y Jang Hang-sun                |
| 1999 | Nowhere to Hide                       | Jjang-gu                 | (cameo)                                                                        |
| 1999 | A Growing Business                    | Chef                     |                                                                                |
| 1999 | Dr. K                                 | Park Ho-dong             |                                                                                |
| 1998 | Two Cops 3                            | Subalterno               |                                                                                |
| 1997 | Downfall                              | -                        |                                                                                |
| 1997 | No. 3                                 | Jae-cheol ("Ashtray")    |                                                                                |
| 1997 | The Rocket Was Launched               | -                        |                                                                                |
| 1996 | Boss                                  | Sang-myun                | junto a Jung Woong-in                                                          |

### Programas de variedades
| Año                  | Título                                                        | Notas                                                               |
| -------------------- | ------------------------------------------------------------- | ------------------------------------------------------------------- |
| 2018                 | King of Mask Singer                                           | (ep. #147) - concursó como "Hermit Crab"                            |
| 2017                 | Please Take Care of My Refrigerator                           | (ep. #126-127) - invitado                                           |
| 2017                 | My Little Old Boy (Mom's Diary: My Ugly Duckling)             | (ep. #38) - invitado                                                |
| 2017                 | Human Documentary People is Good (휴먼다큐 사람이 좋다)       |                                                                     |
| 2017                 | Scene Stealer (씬스틸러 - 드라마 전쟁)                        |                                                                     |
| 2017                 | 내 손안의 부모님                                              | panel                                                               |
| 2015                 | Same Bed Different Dreams                                     | (ep. #15) - invitado                                                |
| 2013                 | I Live Alone                                                  |                                                                     |
| 2013                 | Treasure Island (토크대발견 보물섬)                           | presentador                                                         |
| 2012, 2013           | Running Man                                                   | (ep. #90, 125, 159) - invitado                                      |
| 2012                 | Law of the Jungle W                                           | miembro                                                             |
| 2012                 | E-King (박상면의 전파왕)                                      | presentador                                                         |
| 2012                 | Roller Coaster Season 2 (재밌는 TV 롤러코스터 2)              |                                                                     |
| 2012                 | The Duet (More Duets)                                         | concurasante - junto a Lee Hae-ri                                   |
| 2010                 | Good Day (기분 좋은 날)                                       |                                                                     |
| 2009                 | Live Talk Show Taxi (현장 토크쇼 택시)                        |                                                                     |
| 2008                 | Star King (놀라운 대회 스타킹)                                | (ep. #66, 68-69) - panelista                                        |
| 2008, 2009 2006 2002 | Happy Together Season 3 Happy Together Friends Happy Together | (ep. #48, 113) - invitado (ep. #87) - invitado (ep. #53) - invitado |
| 2005                 | X-Man                                                         | (ep. #85-86) - invitado                                             |
| 2003                 | Vitamin (비타민)                                              |                                                                     |
| 2000                 | 추석특집 세 친구 쇼                                           |                                                                     |
| 2000                 | Seo Se Won SHOW (서세원 쇼)                                   |                                                                     |
| 2000                 | Miss Miss Korea 2000 (2000 미스코리아 선발대회)               | invitado                                                            |

### Teatro
| Año        | Título                                      | Personaje                             | Notas                                                        |
| ---------- | ------------------------------------------- | ------------------------------------- | ------------------------------------------------------------ |
| 2013       | Tomorrow Morning                            | Jack                                  |                                                              |
| 2009       | The Thing About Men (더 씽 어바웃 맨)       | -                                     | (musical)                                                    |
| 2008, 2009 | Really Really Like You (진짜 진짜 좋아해)   | Entrenador Gu                         | junto a Park Hae-mi, Lee Pil-mo y Choi Byong-seo - (musical) |
| 2006       | How Are You, Sister? (안녕하십니까? 수녀님) | -                                     |                                                              |
| 2003       | 속 불효자는 웁니다                          | -                                     |                                                              |
| 2003       | Inherited                                   | -                                     |                                                              |
| 1993, 2000 | Guys and Dolls                              | Benny Southstreet (베니 사우드스트릿) | junto a Yoon Da-hoon y Choi Jong-won - (musical)             |
| 1987       | King Lear (리어 왕)                         | Rey de Francia (프랑스 군왕)          |                                                              |
| 1986       | Hamlet (햄릿)                               | Osric (오즈리크)                      |                                                              |
| -          | Les Miserables                              | -                                     |                                                              |

### Drama musical
| Año        | Título          | Personaje | Notas |
| ---------- | --------------- | --------- | ----- |
| 1998, 2003 | 불효자는 웁니다 | -         |       |

### Aparición en videos musicales
| Año  | Intérprete                  | Canción                | Notas                                                                     |
| ---- | --------------------------- | ---------------------- | ------------------------------------------------------------------------- |
| 2007 | Eru (이루 / Jo Seong-hyeon) | "Wintering" (겨울나기) | junto a Lee Kyung-kyu, Ji Sang-ryeol, Lee So-yeon, Tae Jin-ah y Kim Ja-ok |

### Programas de radio
| Año  | Título                         | Cadena        | Notas    |
| ---- | ------------------------------ | ------------- | -------- |
| 2016 | EBS 책 읽는 라디오 낭독 시리즈 | EBS FM        | lector   |
| 2013 | Cultwo Show (두시탈출 컬투쇼)  | SBS 파워FM    | invitado |
| 2008 | 안재욱, 차태현의 오후엔 라디오 | KBS 제2라디오 | invitado |

## Embajador
En 2009 se convirtió en el embajador de relaciones públicas para "Korea Railroad Corporation (KORAIL)".

## Premios y nominaciones
| Año  | Categoría                            | Premio                                      | Trabajo                      | Resultado |
| ---- | ------------------------------------ | ------------------------------------------- | ---------------------------- | --------- |
| 2010 | Best Supporting Actor                | KBS Drama Award                             | King of Baking, Kim Takgu    | Nominado  |
| 2010 | Best Supporting Actor                | KBS Drama Award                             | Mary Stayed Out All Night    | Nominado  |
| 2010 | Acting Award for TV                  | 18th Korean Culture and Entertainment Award | King of Baking, Kim Takgu    | Ganó      |
| 2008 | Best Entertainer                     | SBS Entertainment Award                     | Star King                    | Ganó      |
| 2006 | Best Supporting Actor                | KBS Drama Award                             | Seoul 1945                   | Ganó      |
| 2004 | Best Supporting Actor                | KBS Drama Award                             | More Beautiful Than a Flower | Nominado  |
| 2001 | Special Talent Award                 | MBC Entertainment Award                     | Bad Friends                  | Ganó      |
| 2000 | Favorite Character Actor of the Year | MBC Drama Award                             | The Boss                     | Ganó      |
| 2000 | Viewer's Choice                      | MBC Drama Award                             | The Boss                     | Ganó      |
| 2000 | Best Supporting Actor                | 21st Blue Dragon Film Award                 | The Foul King                | Nominado  |
| 1999 | Best Supporting Actor                | 20th Blue Dragon Film Award                 | A Growing Business           | Nominado  |